# Aad van den Hoek
Adriaan van den Hoek, detto Aad (Dirksland, 4 ottobre 1951), è un ex ciclista su strada e dirigente sportivo olandese.
Medaglia d'argento nella cronometro a squadre dilettanti ai campionati del mondo 1971 disputati a Mendrisio, fu poi professionista dall'agosto 1974 al 1983.

## Carriera
Nel giro della Nazionale olandese di ciclismo fin dagli anni giovanili, prese parte, nella specialità della cronometro a squadre, ai Giochi della XX Olimpiade disputati a Monaco di Baviera: in quella rassegna olimpica, dopo essersi classificato al terzo posto con i compagni del quartetto, venne squalificato per positività alla coramina, prodotto vietato dal CIO, ma autorizzato a suo tempo dall'UCI, causando il declassamento della squadra. Nella stessa specialità aveva partecipato alla rassegna iridata di Mendrisio nel 1971, conquistando la medaglia d'argento.
Passato professionista con la TI-Raleigh di Peter Post nel 1974, fu gregario per diversi anni, fra gli altri, di Dietrich Thurau ed Hennie Kuiper ed accompagnò Joop Zoetemelk nel vittorioso Tour de France 1980. Fra i suoi piazzamenti più significativi vanno menzionati i podi al Deutschland Tour ed alla Ronde van Nederland 1979 nelle prove a tappe, e il secondo posto al Campionato nazionale del 1976 e il terzo posto allo Scheldeprijs in quelle in linea. Fu inoltre selezionato per cinque volte nella rappresentativa nazionale impegnata ai campionati del mondo su strada per professionisti.

## Palmarès
- 1972 (Dilettanti)

Ronde van Midden-Nederland
Ronde van Gelderland
8ª tappa Österreich-Rundfahrt (Linz > Vienna)
- 1973 (Dilettanti)

Merseyside Wheel Race
11ª tappa Milk Race (Durham > Penrith)
7ª tappa Olympia's Tour (Nijverdal > Hollands Kroon)
- 1974 (Dilettanti/TI-Raleigh)

Ster van Bladel
3ª tappa Rheinland-Pfalz-Rundfahrt
Classifica generale Rheinland-Pfalz-Rundfahrt
3ª tappa Olympia's Tour (Zoetermeer > Arcen)
- 1975 (TI-Raleigh, due vittorie)

Ronde van de IJsselmonding
Classifica generale Étoile des Espoirs
- 1977 (TI-Raleigh, una vittoria)

7ª tappa, 2ª semitappa Vuelta a Andalucía (Fuengirola > Malaga)
- 1978 (TI-Raleigh, una vittoria)

1ª tappa, 2ª semitappa Ronde van Nederland (Nimega > Nimega)
- 1979 (TI-Raleigh, tre vittorie)

3ª tappa Zes van Rijn en Gouwe (Bodegraven > Bodegraven)
Classifica generale Zes van Rijn en Gouwe
1ª tappa Deutschland Tour (Monaco di Baviera > Stoccarda)
- 1981 (TI-Raleigh, una vittoria)

2ª tappa, 2ª semitappa Volta Ciclista a Catalunya (Barcellona > Barcellona)

### Altri successi
- 1970 (Dilettanti, due vittorie)

Biervliet (criterium)
Clinge (criterium)
- 1971 (Dilettanti, due vittorie)

Hoofdplaat (criterium)
Sluis (criterium)
- 1972 (Dilettanti, una vittoria)

Hansweert (criterium)
- 1973 (Dilettanti, due vittorie)

7ª tappa Milk Race (Leicester > Sheffield, cronosquadre)
Roosendaal (criterium)
- 1974 (Dilettanti/TI-Raleigh, due vittorie)

's-Heerenhoek (criterium)
Philippine (criterium)
- 1976 (TI-Raleigh, due vittorie)

Acht van Chaam (criterium)
Hansweert (criterium)
- 1978 (TI-Raleigh, tre vittorie)

Ronde van Made (criterium)
Echt (criterium)
's Gravenpolder (criterium)
- 1979 (TI-Raleigh, tre vittorie)

Grote Kermiskoers - Kruiningen (criterium)
Grote CPC-Prijs - Sas van Gent (criterium)
Profomnium Elsloo (criterium)
- 1981 (TI-Raleigh, due vittorie)

1ª tappa, 2ª semitappa Tour de France (Wiesbaden > Francoforte sul Meno, cronosquadre)
7ª tappa, 1ª semitappa Tour de France (Compiègne > Beauvais, cronosquadre)
- 1983 (Beckers Snacks, una vittoria)

Roosendaal (criterium)

## Piazzamenti

### Grandi Giri
- Tour de France

1976: 87º
1978: 54º
1980: fuori tempo massimo (alla 17ª tappa)
1981: 115º
- Vuelta a España

1976: ritirato (alla ?ª tappa)

### Classiche monumento
- Milano-Sanremo

1978: 109º
1980: 73º
- Giro delle Fiandre

1983: 37º
- Parigi-Roubaix

1979: 40º

### Competizioni mondiali
- Campionati del mondo su strada

Mendrisio 1971 - Cronosquadre: 2º
Ostuni 1976 - In linea: ?
San Cristóbal 1977 - In linea: ?
Nürburg 1978 - In linea: ?
Valkenburg 1979 - In linea: ?
Praga 1981 - In linea: ?
- Giochi olimpici

Monaco 1972 - Cronosquadre: squalificato